# Хаџар
Хаџар (арап. جبال الحجر ‎) је планински масив који се простире на североистоку Омана од Индијског океана па све до крајњег истока Уједињених Арапских Емирата.
Тај масив раздваја ниску обалну равницу Омана од пустињске висоравни Арабије и простире се у унутрашњост од 50 до 100 km од Оманског залива.

## Географија
Хаџар се пружа паралелно са обалом Омаског залива у дужини од неких 500 km и истеже у луку све до полуострва Мусандам готово до рта Рас ал Хад, крајње североисточне тачке Арабијског полуострва.
Почевши од северозапада према југоистоку, масив Хаџар се дели на подмасиве: Рус Џебел (који „гледа“ на Ормуски мореуз), Хаџар Гарби (Западни Хаџар), па онда централни и највиши Џебел Ахдар (Зелене планине), Џебел Нахл, Хаџар аш Шарки (Источни Хаџар) и Џебел Бани.
Тај масив, стрмих падина према пору, досиже своју највећу висину од 3.075 метара у централном делу Џебел Ахдара. Његова просечна висина је око 1.220 метара.
Хаџар је у свом највећем делу камена пустош, осим у централном делу Џебел Ахдара, ког због тог зову „Зелене планине“, где због веће количине падавина успевају расти неке траве, грмље, датуле и неко воће.
Планина Хаџар је важна екорегија и једини терен у источној Арабији изнад 2.000 метара надморске висине. Клима је хладна и влажна од јануара до марта, а онда је све топлије и топлије, али и даље уз поврмене кише од априла до септембра.